# American Bully
American Bully är en hundras från USA. Den har sitt ursprung i amerikansk pitbullterrier med inkorsning av engelsk bulldogg, American Bulldog och Olde English Bulldogge. Rasen är inte erkänd av Fédération Cynologique Internationale (FCI) eller American Kennel Club (AKC) men erkändes av den konkurrerande amerikanska kennelklubben United Kennel Club (UKC) 2013, samma år erkändes den som nationell ras av den brasilianska kennelklubben Confederação Brasileira de Cinofilia (CBC) som är medlem i FCI.